# Drapetis arcuata
Drapetis arcuata är en tvåvingeart som beskrevs av Friedrich Hermann Loew 1859. Drapetis arcuata ingår i släktet Drapetis och familjen puckeldansflugor. Arten är reproducerande i Sverige. Inga underarter finns listade i Catalogue of Life.